# Шлуглейт, Мориц Миронович
Мориц Миронович Шлуглейт (сценический псевдоним — Миронов, 26 ноября (8 декабря) 1883, Житомир — 23 сентября 1939, Москва) — русский и советский театральный актёр, издатель, антрепренёр и администратор.

## Биография

Могила Шлуглейта на Новодевичьем кладбище Москвы.

Родился в Житомире в купеческой семье. Окончил юридический факультет Киевского университета. До революции (с 1904 года) — актёр театров Одессы, Ростова-на-Дону, Екатеринбурга, Саратова и других городов России, затем служил в антрепризе В. П. и Е. М. Суходольских в Москве. В 1915 году гастролировал по югу России с собственной «труппой М. М. Шлуглейта и К. И. Кареева». В 1916 году стал директором-распорядителем Камерного театра А. Я. Таирова, что не спасло театр от закрытия. Совместно с Александром Яковлевичем Бронштэном основал типолитографию и издательство «М. Шлуглейт и Ал. Брон-Штэн» (1917), публиковавшее книги по искусству и просуществовавшее недолго.
В 1918 году приобрёл у А. Ф. Корша Товарищество Театра Корша, директором которого был в 1917—1925 годах («Новый Корш», с 1920 года — 3-й театр РСФСР «Комедия»). Пригласил в новую труппу М. М. Климова, М. М. Блюменталь-Тамарину, В. О. Топоркова, А. П. Кторова, Е. М. Шатрову, режиссёров А. П. Петровского, В. Г. Сахновского, А. А. Санина, художественным руководителем театра назначил Н. М. Радина. Поначалу арендовал под театр кафе «Питтореск» в пассаже Сан-Галли. В 1920 году организовал при театре студию, для которой сам подбирал педагогов. Жил на Большой Дмитровке, № 9.
В 1925 году был арестован по обвинению в контрреволюционной агитации и выслан из Москвы, в том же году в красноярской ссылке организовал театр «СибКорш» (позже переведённык в Иркутск и заложивший основы современного театрального искусства в этом городе), потом был директором Объединения драматических театров Восточной Сибири и Дальнего Востока. В 1930 году стал организатором Свердловского театра драмы.
По возвращении в Москву в 1932 году работал заместителем директора театра В. Э. Мейерхольда (ГосТиМ), организовавал строительство новых этажей для актёров театра в бывшем доходном дом Николая и Михаила Армянских на Спиридоновке, № 9/2, на углу Гранитного переулка (где поселился и сам). В 1934—1936 годах — директором Московского драматического театра имени ВЦСПС (художественный руководитель А. Д. Дикий).
Автор статей в театральной печати.
Арестован повторно 27 марта 1938 года. Умер вскоре после освобождения в 1939 году; похоронен на Новодевичьем кладбище (уч. 2).
Известен портрет М. М. Шлуглейта работы Ф. А. Малявина (1922).

## Семья
- Сын от первого брака — Генрих Морицевич Шлуглейт (1907—1983), балетовед, писал статьи для журналов и энциклопедий.
- Вторая жена — Александра Михайловна Скуратова (1903—1973), актриса Калужского театра драмы и московского Театра сатиры (вторым браком замужем за актёром В. А. Лепко).
  - Дочь — Мария Морицевна Скуратова (1933—2023), актриса Центрального академического театра Российской армии, заслуженная артистка России (2010). Была замужем за композитором Владимиром Рубиным.
- Братья — театральный администратор Илья Миронович Шлуглейт (1 (13) мая 1897 — 23 июля 1954), директор Музыкального театра имени Станиславского и Немировича-Данченко (1926—1929, 1931—1941, 1946—1953), директор-распорядитель Ансамбля народного танца СССР под руководством Игоря Моисеева (1944—1946), муж балерины Викторины Кригер; Лазарь Миронович Шлуглейт (1894—1961), художник-прикладник; Евфимий Миронович Шлуглейт (1889—1956), инженер.

## Театрально-организационная деятельность
- 1917—1925 годы: директор театра Корша.
- 1925—1929 годы: директор Объединения драматических театров Восточной Сибири и Дальнего Востока.
- 1930—1932 годы: директор Свердловского театра драмы.
- 1932—1934 годы: заместитель директора театра имени В. Мейерхольда.
- 1934—1936 годы: директор театра ВЦСПС.